# Зеленогушо манго
Зеленогушото манго (Anthracothorax viridigula) е вид птица от семейство Колиброви (Trochilidae).

## Разпространение
Видът е разпространен в Антигуа и Барбуда, Барбадос, Бразилия, Венецуела, Гренада, Гваделупа, Гвиана, Доминика, Мартиника, Монсерат, Сейнт Китс и Невис, Сейнт Лусия, Сейнт Винсент и Гренадини, Суринам, Тринидад и Тобаго и Френска Гвиана.